# Torre do Ministério da Indústria Pesada
A Torre do Ministério da Indústria Pesada
A Torre do Ministério da Indústria Pesada (em russo: Министерство строительства предприятий тяжелой промышленности СССР, ou popularmente chamada Высотное здание на площади Красных Ворот, literalmente Edifício do Portão Vermelho) é um dos sete arranha-céus stalinistas, projetado por Alexey Dushkin. Tem esse nome ao fato de ter sido a sede do Ministério da Indústria Pesada da extinta União Soviética.

## Estrutura
A torre principal tem 24 andares e sua altura é de 133 metros. O edifício também tem dois blocos de apartamentos de 11 andares, projetados pelo mesmo arquiteto. Tanto o bloco da direita quanto o da esquerda contêm cerca de 300 apartamentos.

## História
O arranha-céu foi estabelecido em 1947 e terminado em 1953. A construção da torre foi complicada por sua posição perto dos túneis do metrô de Moscou e da Estação Krasnyie Vorota. Dushkin construiu uma segunda entrada para a estação no andar térreo da torre, que abriu em 31 de julho de 1954.
Depois de ser a sede do Ministério da Construção da Indústria Pesada a parte administrativa do arranha-céu também hospedou o Ministério de Transportes. O edifício é conhecido também como a Torre de Lermontov, em lembrança a Mikhail Lérmontov e a Praça Lermontovskaya. o nome depois foi atribuído à Praça do Portão Vermelho entre 1962 e 1986.